# Алексеев, Сергей Венедиктович
Серге́й Венеди́ктович Алексе́ев (1879—1957) — российский и советский учёный-лесовод, специалист по таёжному лесоводству, исследователь северных лесов, создатель Обозерской лесной школы, доктор сельскохозяйственных наук, педагог.
Брат — Евгений Венедиктович Алексеев (1869—1930).

## Биографические сведения
Родился в Санкт-Петербурге в 1879 году.
В 1901 году окончил 1-ю Санкт-Петербургскую гимназию. В 1907 году, окончив Санкт-Петербургский лесной институт и получив звание учёного лесовода 1-го разряда, поступил на службу в должности помощника лесничего в Брянское опытное лесничество. Впоследствии переехал в Архангельскую губернию, где организовал Северное опытное лесничество.
На протяжении всей жизни, занимался опытными и научно-исследовательскими работами в лесах Севера. В частности много работал над проблемой рубок в лесах Севера, процесса естественного возобновления леса на них и влияния очистки мест рубок на этот процесс. Уделял большое внимание созданию лесных культур на Севере, рубкам ухода за лесами. Под его руководством на протяжении длительного времени проводились стационарные метеонаблюдения.
Он вёл также педагогическую деятельность — в течение 45 лет преподавал лесоводство в лесотехническом техникуме и лесной школе.
В 1947 году С. В. Алексееву была присуждена учёная степень доктора сельскохозяйственных наук без защиты диссертации.
Умер в 1957 году.

## Научная и практическая деятельность
С. В. Алексеев изучал процессы естественного восстановления хвойных лесов на вырубках; разработал упрощённый метод таксации северных лесов, способы очистки лесосек от порубочных остатков. Написал около 30 научных работ. Некоторые из них:
- «К вопросу о плодоношении и искусственном возобновлении лесов Севера» (1932);
- «Очистка лесосек в практике Северного лесного хозяйства» (1935);
- «Сплошные рубки на Севере» (1938, в соавторстве с А. А. Молчановым);
- «Рубки в лесах Севера» (1948);
- «Выборочные рубки в лесах Севера» (1954).

## Память
В 1968 году за заслуги в организации исследований лесов Севера имя С. В. Алексеева присвоено Обозерскому лесхозу.